# Kospoda
Kospoda är en kommun och ort i Saale-Orla-Kreis i förbundslandet Thüringen i Tyskland.
Kommunen ingår i förvaltningsgemenskapen Neustadt an der Orla tillsammans med staden Neustadt an der Orla.